# Bikkia tubiflora
Bikkia tubiflora là một loài thực vật có hoa trong họ Thiến thảo. Loài này được (Brongn.) Schltr. mô tả khoa học đầu tiên năm 1906.